# フェリックス・キール

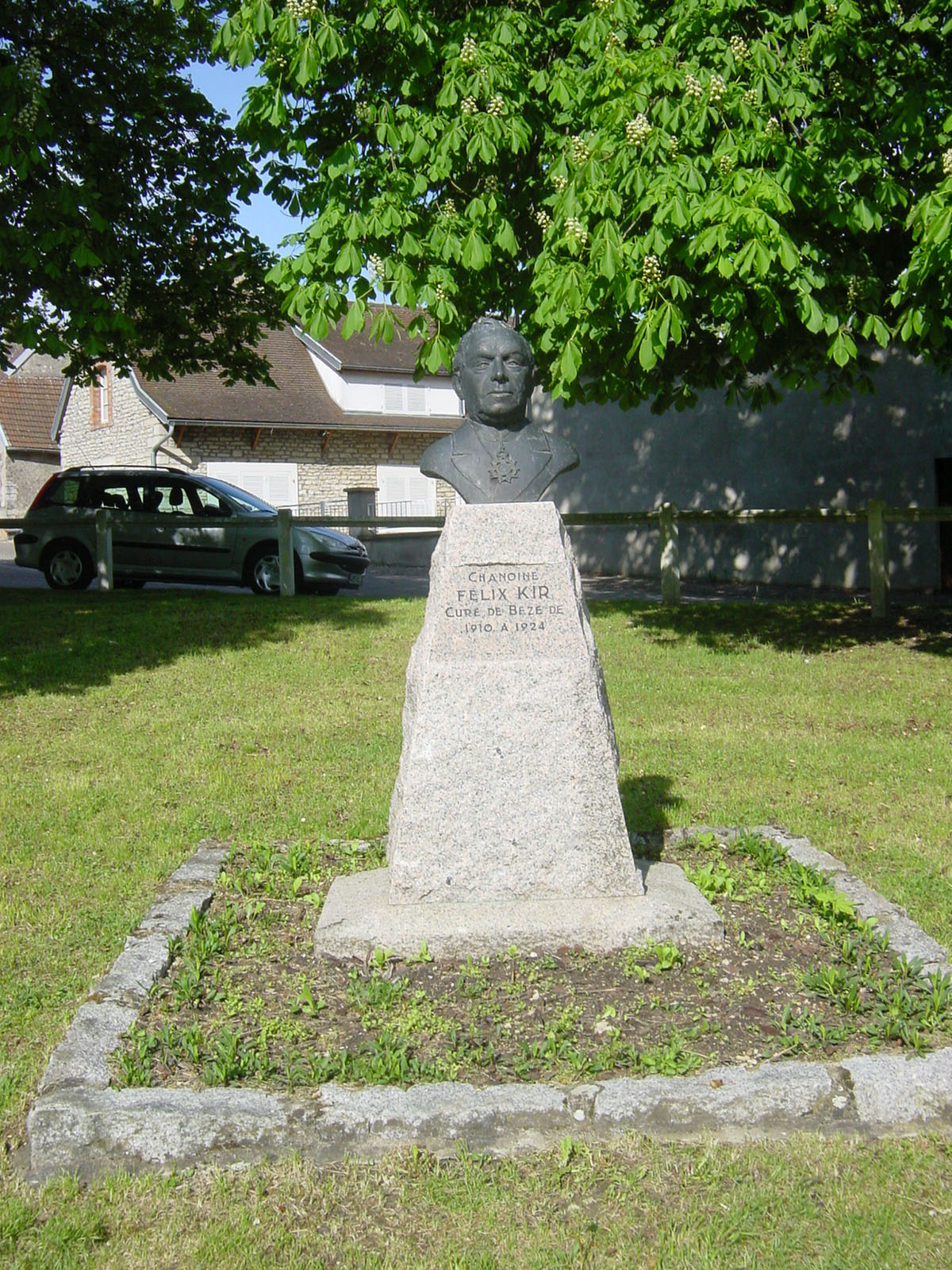
ベーズにあるキールの胸像

フェリックス・キール（Félix Kir、1876年1月22日 - 1968年4月25日）は、フランスの政治家。ブルゴーニュに移住したアルザス人家庭に生まれた。フランスの国会議員で、ディジョンの市長を務めた。また、カトリックの司祭（フランス語でChanoine/シャノワヌ）でもあった。食通としても知られていた。

## ディジョン市長としてのキール
フェリックス・キールは、1945年よりディジョン市長であったことで有名であるが、それ以前からも名の知られた人物であった。彼は第二次世界大戦中、フランスがナチス・ドイツの占領下にあった時
、ナチス・ドイツに対抗するフランス・レジスタンスの反戦運動のリーダーであった

。
第二次世界大戦後も、長らくディジョン市の市長を務めており、その後5選を果たしている。この市長在任中に、地元特産の辛口の白ワインと、同じく地元特産のクレーム・ド・カシス（カシス・リキュールの範疇に入るリキュールで、非常に糖分が多い酒）とを使ったカクテルを考案したことでも有名。彼は、ディジョン市公式歓迎会（レセプション）において食前酒として、必ずこの新しいカクテルを供すようになり、いつしかこの「ディジョン市公式カクテル」は市長の姓にちなみ「キール」と呼ばれるようになった。つまり、彼はカクテル名にもその名を残しているのである。彼は、92歳で亡くなる直前まで20年以上に渡り、ディジョン市長を務めたが、89歳で5回目の市長当選を果たした際に、自らよりも年下の75歳の市助役を「高齢である」ことを理由に、新助役候補から外すという形で退任させたことでも知られる

。

## 食通としてのキール
彼は食通としても知られている。フランス最優秀料理人賞を取ったことで知られる、ジャン・マルク・アリックスは、第二次世界大戦中で3歳だった時に孤児となったが、その時、キール家で養育されることとなり、その後、フェリックス・キールより、料理の本質などを教え込まれたというエピソードもある
。

## その他の逸話
1960年には

、
ソビエト連邦の首相であったニキータ・フルシチョフを自分の教会に呼び付け論争を吹きかけるということも行うなど、他にも数々の逸話を持つ人物であった

。